# 서산휴게소
서산휴게소(瑞山休憩所, Seosan Service Area)는 충청남도 서산시 해미면에 위치한 서해안고속도로의 고속도로 휴게소이다. 양방향 모두 휴게소가 존재한다.

## 시설
- 주차장
- 화장실
- 주유소 : 알뜰 주유소(양방향)
- LPG충전소 : E1 LPG(양방향)
- 현금 자동 입출금기
- 브랜드 매장 : 롯데리아, 탐앤탐스, 카페베네 (서울방면), 던킨
- 매점
- 서산특산물 판매장
- 전기차 충전소

## 전후
- 해미 나들목→서산휴게소→서산 나들목
- 홍성휴게소→서산휴게소→행담도휴게소